# Phorocera pluto
Phorocera pluto är en tvåvingeart som först beskrevs av Charles Howard Curran 1934.  Phorocera pluto ingår i släktet Phorocera och familjen parasitflugor.
Artens utbredningsområde är Guyana. Inga underarter finns listade i Catalogue of Life.